# 中山岩太

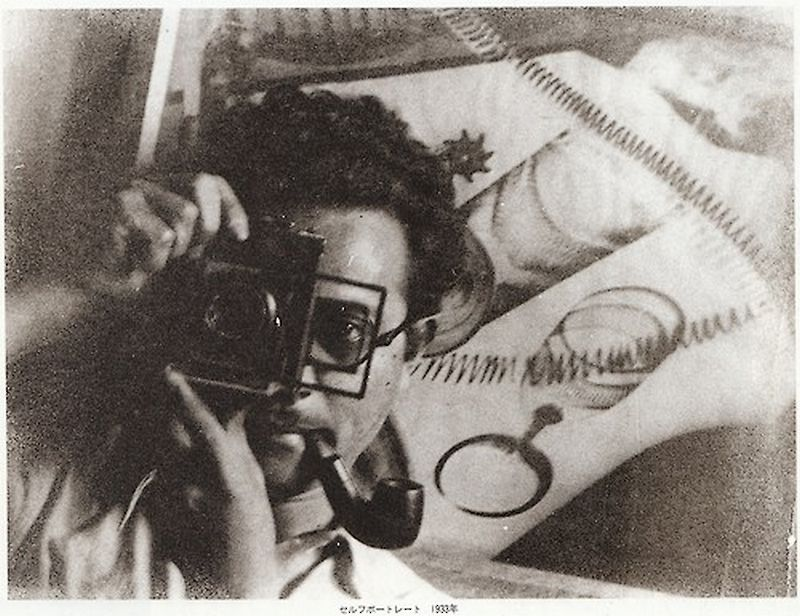

中山 岩太（なかやま いわた、1895年8月3日 - 1949年1月20日）は、戦前の日本の新興写真を代表する写真家の1人。福岡県柳川市出身。

## 略歴
福岡県柳川で実業家・中山重行の一人息子として生まれる。小学生のときに家族で上京、仰高小学校、京北中学校を経て、1918年に東京美術学校臨時写真科を卒業（第1期生）。農商務省の派遣で、アメリカのカリフォルニア大学で学ぶ。その後、ニューヨークにて、菊地東陽のスタジオで働いたり、「ラカン・スタジオ」を開設したのち、1926年には渡仏。マン・レイや未来派のエンリコ・プランポリーニと知り合う。
1927年に日本に帰国したのちは、芦屋カメラクラブをハナヤ勘兵衛ら地元の写真愛好家を集め結成し、欧米での経験を生かして活躍。
1932年には、野島康三、木村伊兵衛と雑誌『光画』を創刊。
日本の戦前において、福原信三と並んで、海外の同時代の写真を、自分の身をもって体験した数少ない写真家の1人で、海外の前衛的な写真動向を的確に理解・消化し、帰国後、自作を持って、広く紹介した。フォトグラム、フォトモンタージュなど、高度な技術をも駆使して、スタジオ内で作り上げられた華麗な作品群は、単なるヨーロッパの前衛写真の物まねにとどまらず、中山独自の美意識を十分に表現したものとなっており、戦前の日本の写真の1つの到達点として、高く評価できる。

## 家族

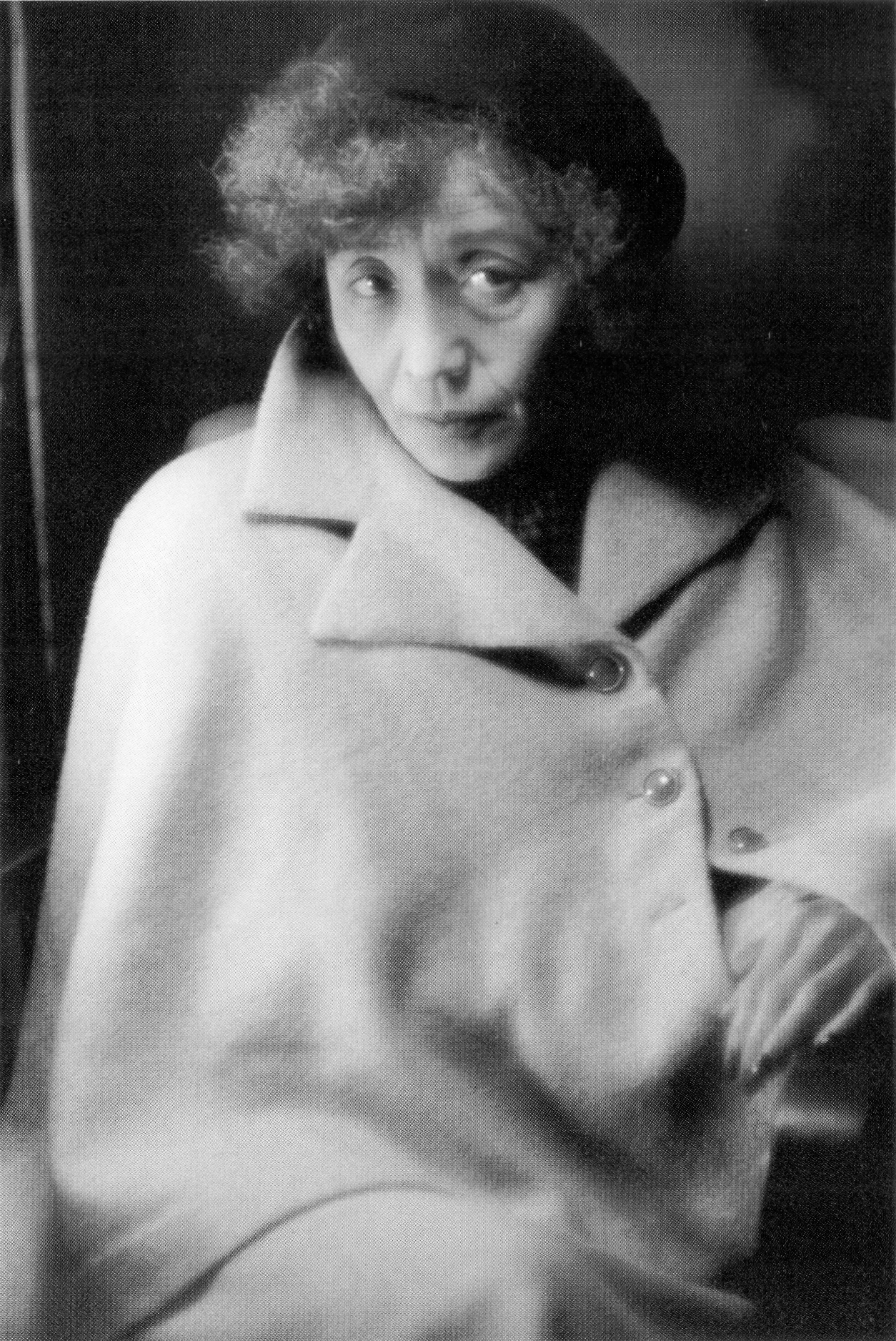
Mrs.N (1949年、木村伊兵衛撮影、被写体は中山正子)

- 父・中山重行 - 「中山式消火器」考案者。中山家は柳川藩士で能楽師の家系[2]。
- 母・たま（1959年没） - 実家の小田部家も柳川藩士[2]。
- 妻・中山正子（1896年生） - 千住成貞の娘（庶子）。異母姉に五島千代槌、姪に五島美代子。出生後上馬の農家に預けられ、6歳で永田町山王坂の千住家に引き取られ、小学校で岩太と同級生となる。日本女子大学在学中に婚約し、卒業後結婚して岩太とともに渡米[3]。

## 日本における主要展覧会
- 写真のモダニズム　中山岩太／ザ・コンテンポラリー・アートギャラリー（西武池袋店6F）／1985年
- 写真のモダニズム2　知られざる中山岩太／ザ・コンテンポラリー・アートギャラリー（西武池袋店6F）／1989年
- モダンフォトグラフィ　中山岩太展／芦屋市立美術博物館・渋谷区立松濤美術館／1996年～1997年
- 芦屋カメラクラブ　1930-1942／芦屋市立美術博物館／1998年
- 甦る中山岩太:モダニズムの光と影／東京都写真美術館／2008年12月13日（土）-2009年2月8日（日）

## 主な参考文献
- 中山正子『ハイカラに、九十二歳　写真家中山岩太と生きて』河出書房新社、1987年。夫人の回想
- 「モダンフォトグラフィ　中山岩太展」図録、芦屋市立美術博物館・渋谷区立松濤美術館、1996年
- 『中山岩太 日本の写真家 第7巻』岩波書店、1998年
- 「中山岩太―Modern photography」図録、芦屋市立美術博物館編、淡交社、2003年

## ギャラリー

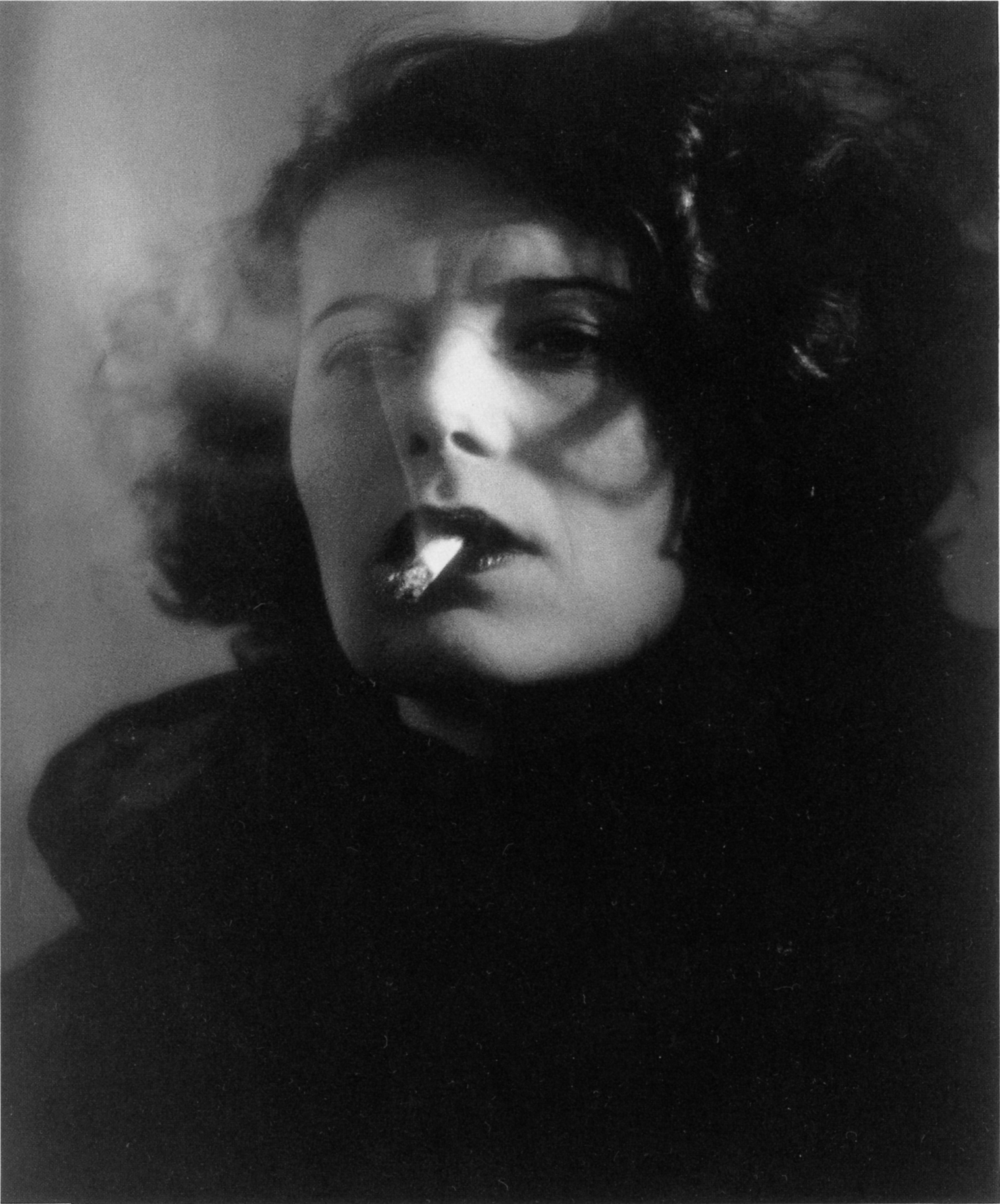
上海から来た女 (1933年)
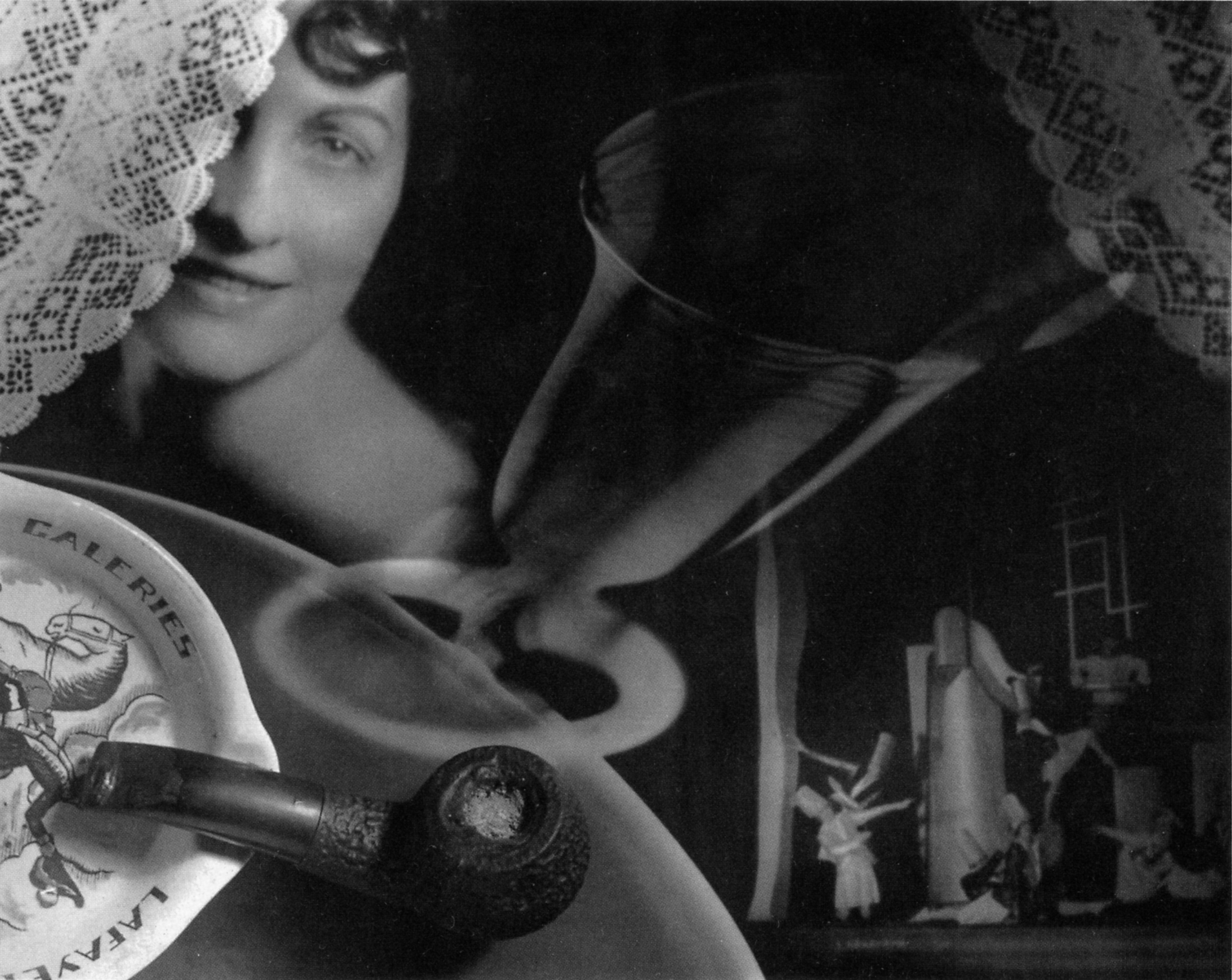
無題 (1932年)
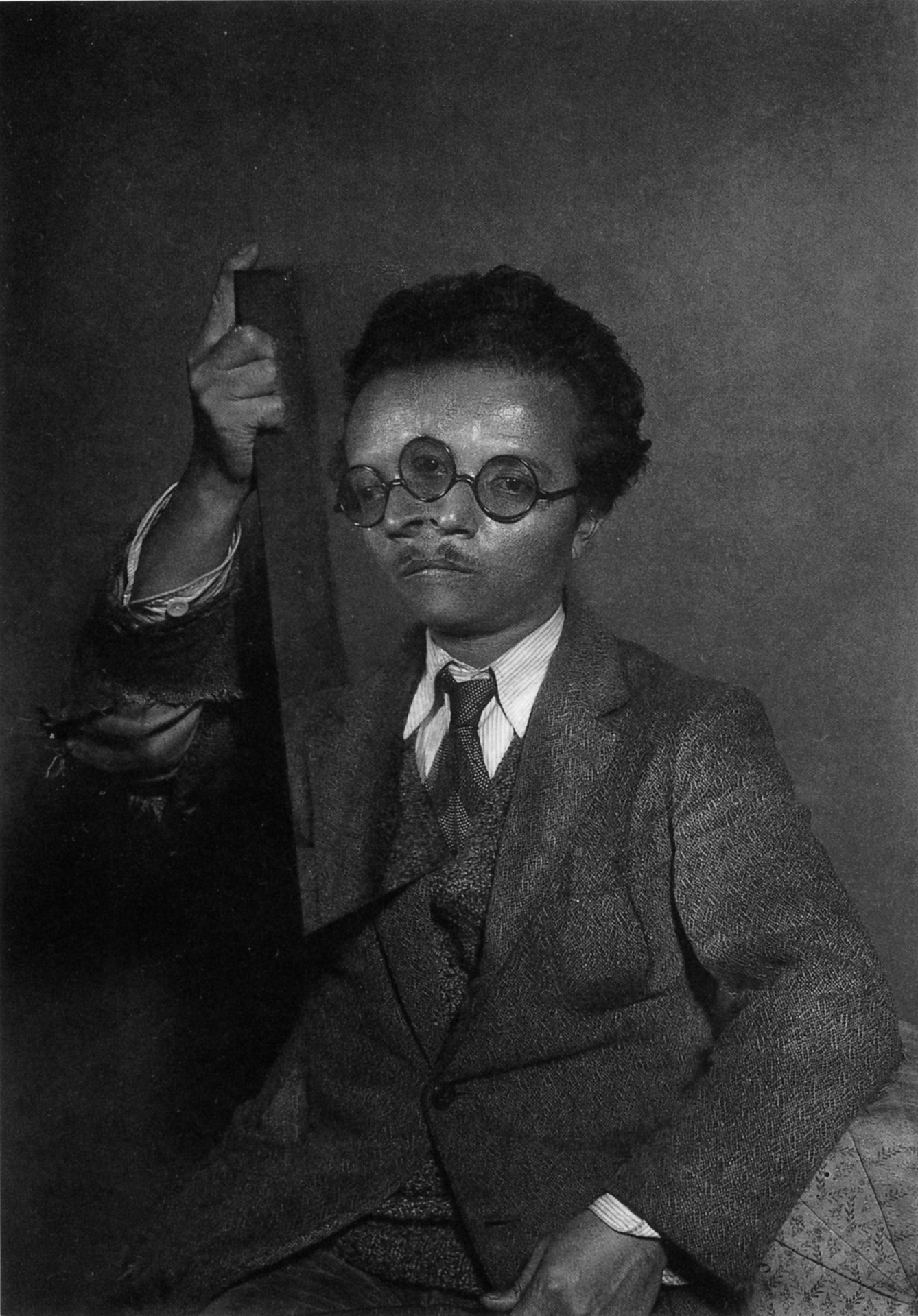
自画像 (1931年)
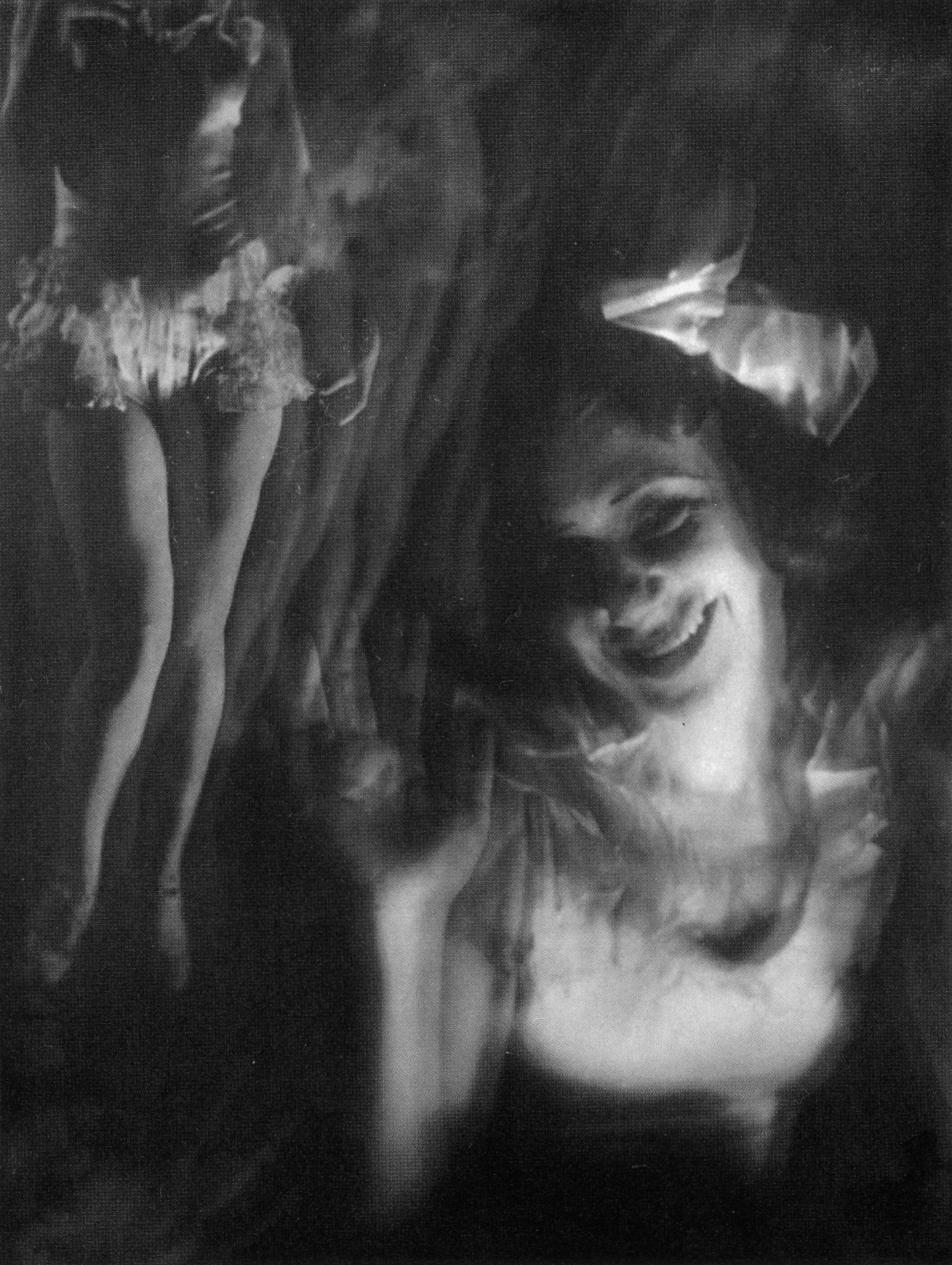
・・・・ (1932年)
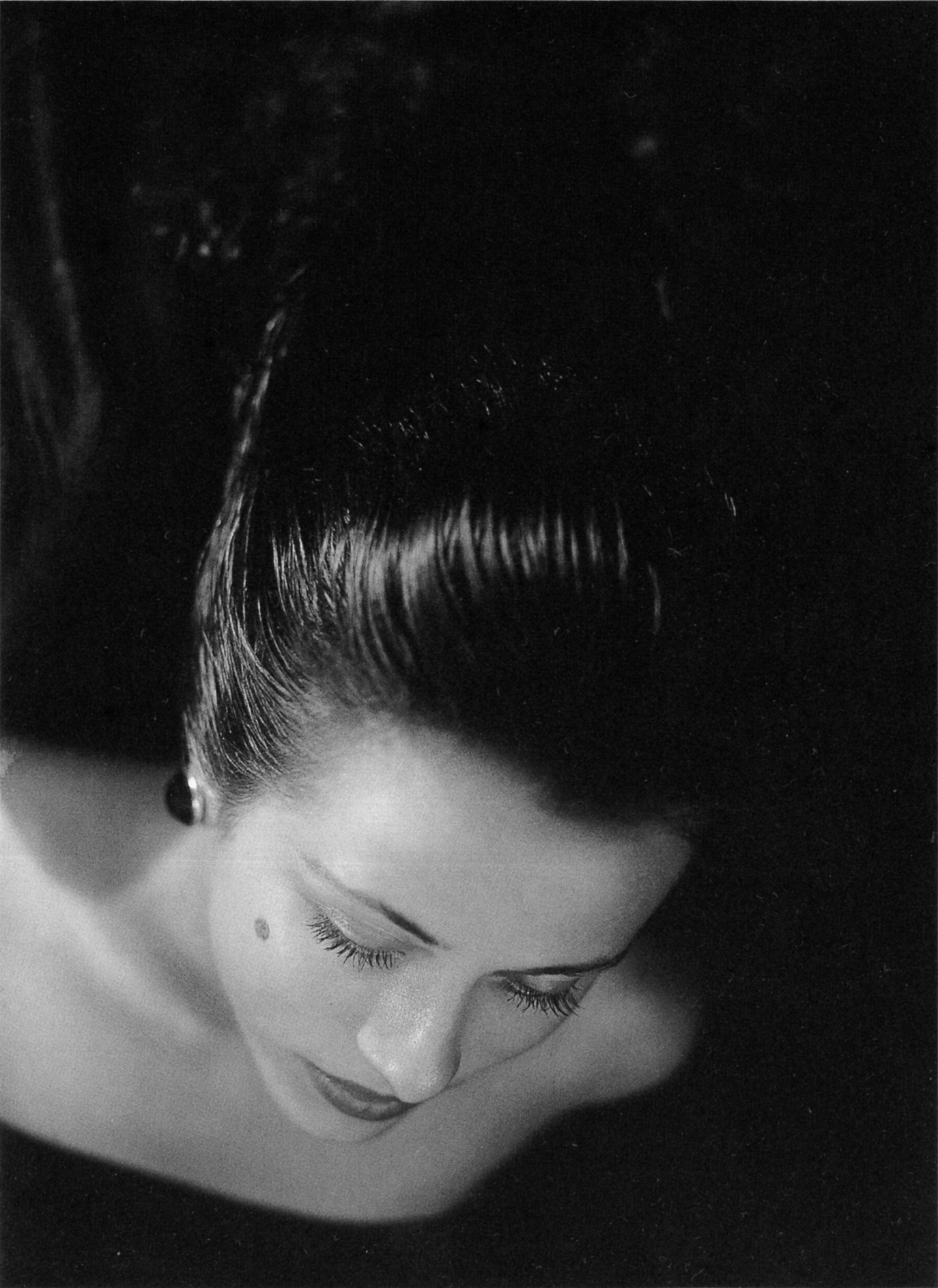
長い髪の女 (1933年)
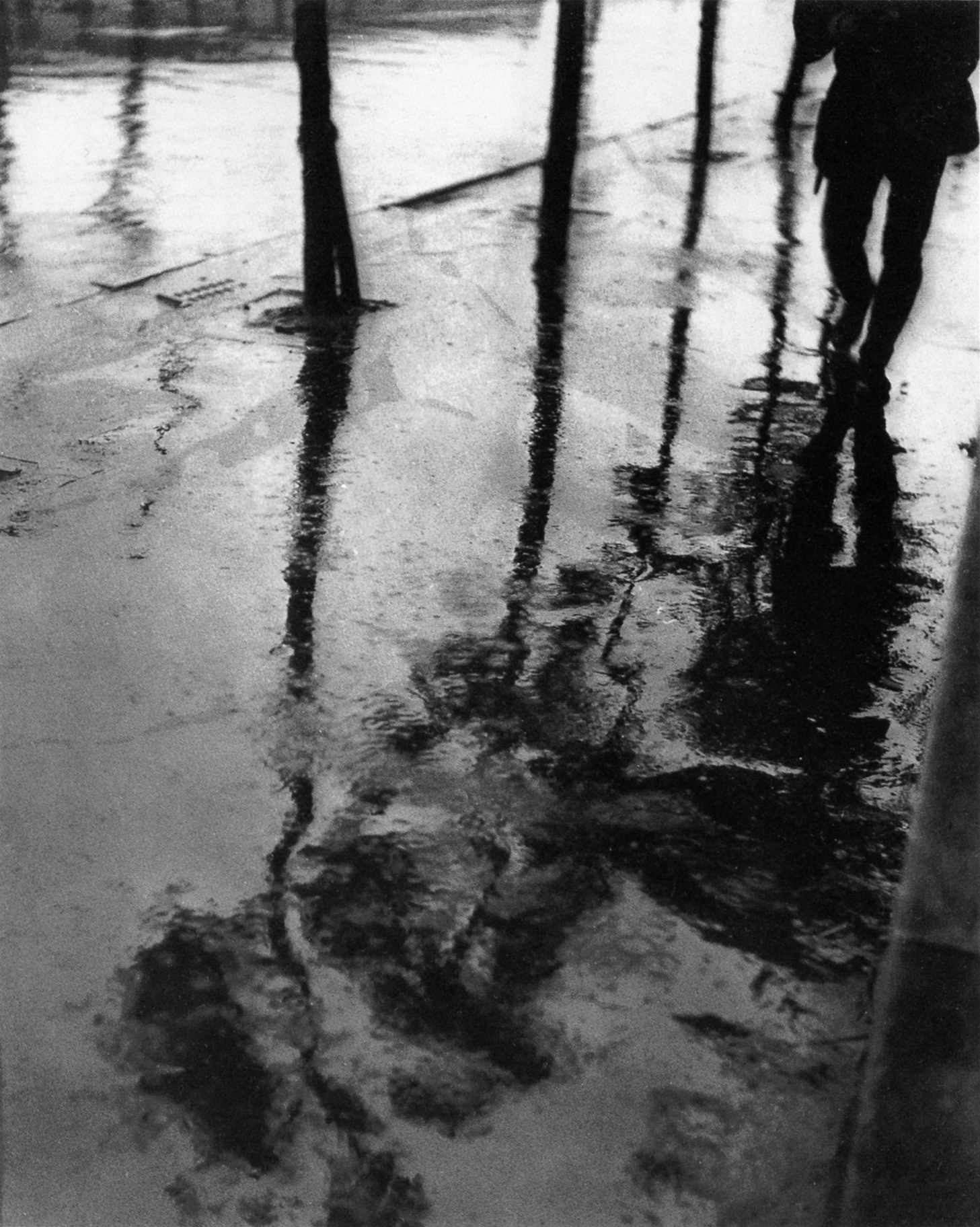
雨 ⑵ (1939年頃)
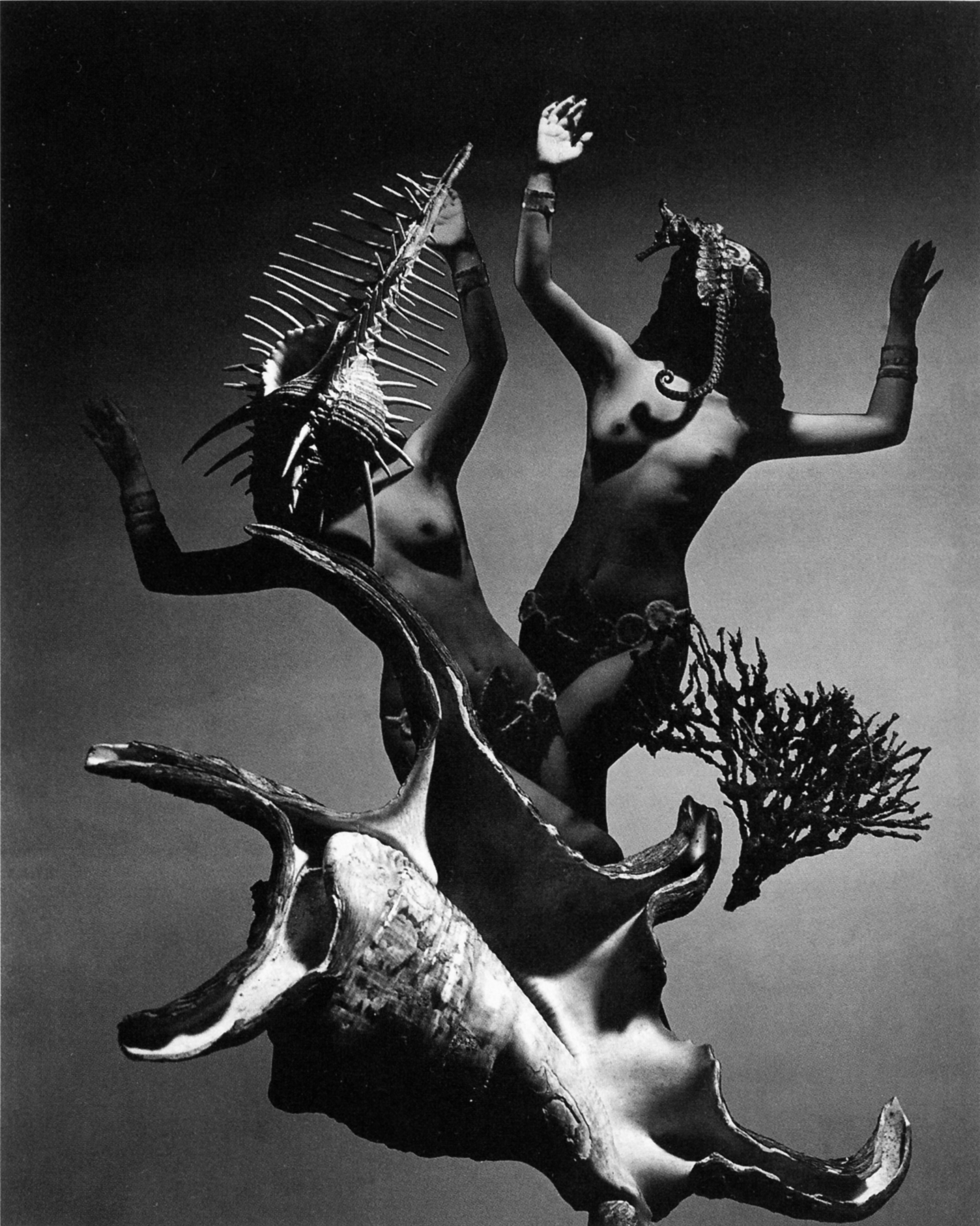
デモンの祭典 (1948年)